# Luo Xiuhua
Luo Xiuhua (en chino: 羅秀華; Nanchong, 1 de junio de 1977) es una deportista china que compitió en remo.
Ganó una medalla de plata en el Campeonato Mundial de Remo de 2006, en la prueba de cuatro sin timonel. Participó en los Juegos Olímpicos de Atenas 2004, ocupando el cuarto lugar en la prueba ocho con timonel.

## Palmarés internacional
| Campeonato Mundial | Campeonato Mundial | Campeonato Mundial | Campeonato Mundial |
| Año                | Lugar              | Medalla            | Prueba             |
| ------------------ | ------------------ | ------------------ | ------------------ |
| 2006               | Eton (Reino Unido) | Medalla de plata   | Cuatro sin timonel |